# Max Branning
Maxwell "Max" Branning es un personaje ficticio de la serie de televisión británica EastEnders, interpretado por el actor Jake Wood desde el 27 de junio de 2006, hasta ahora.

## Antecedentes
Max es el quinto hijo de Kim y Reenie Branning y hermano de Jack, Suzy, Derek, Carol y April. Tuvo una infancia difícil, que se vio agravada por la llegada de su hermano menor Jack, debido a que ambos competían por la atención de su padre. Cuando Max fue culpado por Jack el robo de una medalla de la Segunda Guerra Mundial que la madre de Jim le había dado en honor a su difunto padre por su valentía, Jim decidió romper toda relación con él e incluso llegó a encerrarlo en un ataúd.
A los 17 años Max embaraza a su novia, Rachel por lo que terminan casándose y dándole la bienvenida a su hijo Bradley en agosto de 1987 con tan solo 18 años. Aunque Max pierde contacto con sus padres, sigue comunicándose con sus hermanos en especial con Carol.
Poco después Max comienza una aventura con Tanya Cross, la pareja descubre que Tanya está embarazada en 1993, por lo que Max decide divorciarse de Rachel para estar con Tanya, como consecuencia de esto pierde todo contacto con Bradley. Max y Tanya le dan la bienvenida a su primera hija, Lauren en marzo de 1994 y el 6 de agosto del mismo año se casan. Más tarde le dan la bienvenida a su segunda hija Abi el 23 de junio de 1996 y por último a Oscar el 13 de diciembre de 2007.

## Biografía
En el 2013 Tanya descubre que el tiempo en que Max estuvo fuera de la ciudad mientras estaban separados él se había casado con Kirsty Branning lo que la deja destrozada, aunque al inicio Max no quiere saber nada de Kirsty y quiere recuperar a Tanya finalmente Tanya decide terminar la relación. Poco después Kirsty le revela a Max que estaba embarazada pero que había abortado porque su hermano Derek Branning le había dicho que Max no quería al bebé lo que deja sorprendido a Max quien le dice que no sabía nada. Más tarde Kirsty le dice a Max que está embarazada de nuevo pero Max no toma las noticias muy bien y le dice a Kirsty que quiere que aborte, poco después Kat Moon descubre que Kirsty no está embarazada y sólo había dicho eso para que Max no la dejara por Tanya.